# Хан, Муктедар
Мохаммад Абдул Муктедар Хан (англ. Mohammad Abdul Muqtedar Khan, урду محمد عبد المقتدر خان‎; род. 1966, Хайдарабад, Индия) — индийский и американский мусульманский учёный, доктор философии, адъюнкт-профессор Делавэрского университета, сотрудник Института социальных наук и взаимопонимания, политолог, исламовед.

## Биография
Мохаммад Абдул Муктедар Хан родился в семье индийских мусульман-шиитов в Хайдарабаде в 1966 году. Закончил Алигархский мусульманский университет. Эмигрировал в США. В 2000 году получил степень доктора философии Джорджтаунского университета. Возглавлял кафедру политологии и международных отношений в Адриановском колледже. С 2003 по 2008 год был внештатным сотрудником Брукингского института; с 2006 по 2007 год — сотрудником Центра принца Аль-Валида по мусульмано-христианскому взаимопониманию.
В настоящее время является адъюнкт-профессором на кафедре политологии и международных отношений в Делавэрском университете, в котором также с 2007 по 2010 год курировал программу по исламоведению. Выступает с лекциями в учебных заведениях Северной Америки, Восточной Азии, Ближнего Востока и Европы.
Он был президентом, вице-президент и генеральным секретарем Ассоциации мусульманских ученых-обществоведов. Ныне является сотрудником Института социальной политики и взаимопонимания. В 2008 году учёный был награждён премией сэра сеида Ахмед Хана за заслуги в области исламоведения. Женат на Решме Хан, от которой имеет сына Руми и дочь Рухи.
Муктедар Хан является известным мусульманским интеллектуалом. Он часто выступает в качестве приглашённого комментатора на радио- и телепередачах BBC, CNN, FOX, VOA TV, NPR. Его политические комментарии регулярно появляются в периодических изданиях более 20 стран.
Он также является важным консультантом по мусульманским вопросам во внешней политике США. Учёный свидетельствовал на слушаниях в Комитете по иностранным делам Сената США и Комитете по вооруженным силам Палаты представителей США. Рассчитывал стать первым мусульманином — государственным секретарём США, но, после атаки террористов на Нью-Йорк в 2001 году, от этих планов ему пришлось отказаться.
Свои короткие статьи архивирует на сайтах «Ijtihad» и «Glocaleye». Он также ведёт колонки на интернет-форумах по вопросам веры на сайтах «Washington Post» и «Newsweek».

## Воззрения
Сторонник американского мессианизма и исламский либерал. Выступает за социальные преобразования в отношении прав женщин в некоторых исламских государствах, за свободу мысли и демократию в исламском мире.
Утверждает, что первоначальная мусульманская политическая система — первое исламское государство в Медине, согласно исламским же источникам, являет собой беспрецедентный пример религиозной терпимости и открытости. По его трактовке, это государство было основано на общественном договоре, в качестве приложения к божественному закону, и исключительно с согласия всех граждан, независимо от их вероисповедания. Современные исламские государства, с точки зрения учёного, не основываются на этом идеале и представляют собой различные диктатуры. Критикует как радикализм и крайний консерватизм в современной исламской мысли, так и американский и европейский расизм и исламофобию.

## Сочинения
- «Преодоление веры и свободы» (Bridging Faith and Freedom, 2002);
- «Иерусалимский джихад: идентичность и стратегии в области международных отношений» (Jihad for Jerusalem: Identity and Strategy in International Relations, 2004);
- «Исламский демократический дискурс» (Islamic Democratic Discourse, 2006);
- «Обсуждение умеренного ислама. Геополитика ислама и Запада» (Debating Moderate Islam: The Geopolitics of Islam and the West, 2007)[1].